# Secale africanum
Secale africanum är en gräsart som beskrevs av Otto Stapf. Secale africanum ingår i släktet rågsläktet, och familjen gräs. Inga underarter finns listade i Catalogue of Life.